# Muhammad Abd al-Munim
Muhammad Abd al-Munim Ali Sakr (arab. محمد عبد المنعم علي صقر) – egipski zapaśnik walczący w stylu wolnym. Srebrny medalista igrzysk afrykańskich w 1995 i brązowy w 1991. Mistrz Afryki w 1997, a drugi w 1989 i 1994. Wicemistrz igrzysk panarabskich w 1997. Zwycięzca mistrzostw arabskich w 1995. Drugi na igrzyskach frankofońskich w 1994 roku.